# Marko Baković
Marko Baković (nacido el 22 de febrero de 1993 en Tomislavgrad, Bosnia y Herzegovina) es un jugador de baloncesto bosnio-croata. Mide 2.04 metros de altura y juega en la posición de ala-pívot y su actual equipo es el Força Lleida Club Esportiu de la Liga LEB Oro.

## Trayectoria deportiva
Baković es un jugador formado en el KK Djuro Slavonski Brod con el que debutó en la temporada 2012-13 en la A1 Liga.
En la temporada 2013-14, firmó por el HKK Capljina-Lasta de la Liga de baloncesto de Bosnia y Herzegovina.
En la temporada 2015-16, firma por el KK Kvarner de la A1 Liga.
En la temporada 2016-17, jugaría en el AKK Vern de la Treca Liga. 
En la temporada 2017-18, firma por el KK Velika Gorica de la A1 Liga, en el que juega durante dos temporadas.
El 5 de noviembre de 2019, firma por el UMF Þór Þorlákshöfn de la Úrvalsdeild karla. Al término de la temporada, Baković regresa al KK Velika Gorica, en el que jugaría durante dos temporadas.
En la temporada 2022-23, firma por la Cibona Zagreb de la A1 Liga.
El 21 de marzo de 2023, firma por el Força Lleida Club Esportiu de la Liga LEB Oro.